# ロギ
ロギ (Logi) は、北欧神話に登場する巨人。

## ギュルヴィたぶらかし
以下は『スノッリのエッダ』第一部『ギュルヴィたぶらかし』が伝える話である。
トールがロキたちを従えてウートガルザ・ロキの治める巨人の国ウートガルズに行った際、ウートガルザ・ロキの宮廷において、トールたちと巨人たちとで競争をすることとなった。
最初にロキとロギが骨付き肉の早食い競争を行った。ロキは器用に骨や皮を除いて食べ、無事完食したが、ロギは肉はおろか骨や木皿、さらには桶までも食べつくし、ロキの負けとなった。
実はその正体は火であり、ウートガルザ・ロキが見せた幻影であった。

## 巨人フォルニョートの息子
サガの一つ『ノルウェーはいかに住まわれしか』および『ノルウェーの発見』では、ロギは、巨人フォルニョートの息子とされている。この場合のロギも、火の支配者とされている。しかしこのロギと前述のロギが同一人物かははっきりしていない。
同サガでは、ロギの兄弟は、風の象徴であるカーリ (Kári) と、海の支配者であるフレール (Hlér) またはエーギル (Ægir) といわれている。
『スノッリのエッダ』第二部『詩語法』に収録されている火を表すケニングの一つに「風とエーギルの兄弟」という表現がある。

## ハーロガランドの王
『ヴィーキングの息子ソルステインのサガ』では別名にハーロギ (Hálogi) があったとされ、ノルウェー北部にあった王国ハーロガランド（ホロガランド） (Hálogaland) の名祖とされている。また妻の名はグロズ (Glöð) であり、2人の間にはエイサ (Eisa) とエイミリャ (Eimyrja) という2人の娘がいたとされる。

## 備考
北欧群（土星の衛星）と呼ばれる天体群の1つ、ロゲ (Loge) は、ロギに由来した名前である。